# Maria Denis
María Denis (eigentlich Maria Ester Beomonte; * 22. November 1916 in Buenos Aires, Argentinien; † 15. April 2004 in Rom) war eine italienische Schauspielerin.

## Leben und Karriere
Denis wurde in Argentinien als Kind italienischer Eltern geboren und kam im Alter von 16 Jahren nach Italien. 1934 hatte sie mit dem Film Seconda B von Goffredo Alessandrini großen Erfolg, dem sie bis zu Beginn der 1940er Jahre zahlreiche weitere folgen ließ, meist Komödien, die immensen Publikumszuspruch erhielten. Mit ihrer reinen und unschuldig wirkenden Erscheinung, der aber auch Schelmisches nicht fremd war, attestierten ihr die Kritiker Feinheit und Lebendigkeit im Spiel. Zusammen mit Assia Noris und Alida Valli gehörte sie zu den Verlobten des Publikums während dieser Jahre, die auch (vor allem in den Filmen Augusto Geninas und Ferdinando Maria Poggolis) dramatisches Potential entwickelten. Während des Zweiten Weltkrieges begab sie sich zur Rettung des mit Gefängnis bedrohten Luchino Visconti in die Abhängigkeit des faschistischen Polizeichefs von Rom, Pietro Koch. Wegen dieser Beziehung musste sie später für kurze Zeit als Kollaborateurin ins Gefängnis; ihre Karriere war schwer beschädigt, auch hatte Visconti keine Dankbarkeit gezeigt. Denis war noch bis 1954 aktiv; nach der im Jahr zuvor erfolgten Hochzeit mit einem Industriellen zog sie sich vom Filmgeschäft zurück.
Sie starb als Folge von Lungenversagen im Alter von 87 Jahren. Die Ägyptologin Michela Schiff Giorgini war ihre Halbschwester.

## Filmografie (Auswahl)
- 1932: La telefonista
- 1934: Seconda B
- 1935: Lorenzino de’ Medici
- 1938: Napoli d’altri tempi
- 1939: Alkazar (L’assedio di Alkazar)
- 1940: Verlassen (Abbandono)
- 1940: Addio, giovinezza!
- 1940: Sabotage auf der Esperanza (Il pirata sono io!)
- 1942: Heimatlos (Le due orfanelle)
- 1942: La Vie de Bohème